# Samostan Emaus u Breškama
Samostan Emaus, rimokatolički samostan redovnica Družbe Kćeri Božje ljubavi u Breškama.

## Povijest
Godine 1878. Austro-Ugarska zaposjela je BiH što je stvorile preduvjete za bolji život katolika. Vrhbosanski nadbiskup Josip Stadler pozvao je, a u Bosnu i Hercegovinu 1882. godine došla je radi osnivanja misionarske službe utemeljiteljica ženske redovničke službe Kćeri Božje ljubavi majka Franziska Lechner. Godinu dana poslije dolaze prve časne sestre na područje Tuzle. Onda su se bavile bavile školstvom i brigom o mladima.
Časne sestre Družbe Kćeri Božje ljubavi su prije dolaska u Breške (1883.) kupile su si zemljište. Na njihovih 19 jutara zemlje, država im je darovala zemljište koje je bilo uz zemlju koje su časne kupile. Darovala im je 30 jutara. 28. veljače 1884. godine su časne sestre Družbe Kćeri Božje ljubavi došle su u Breške. Prvotni smještaj bila im je siromašna koliba koju im je darovao jedan seljak dok sebi ne podignu samostan. Časne su počele graditi samostan Emaus iste godine, kad je i dovršen i posvećen.  U sklopu samostana pokrenule su Katoličku osnovnu školu koja je pokrivala osam sela i bila je jedina na tom području i među najstarijim školama na području tuzlanskog kraja. Primala je đake iz Brežaka, Obodnice Gornje i Donje, Doknja, Lipnice, Donje i Gornje Dragunje i Crnog Blata.